# Ciranda

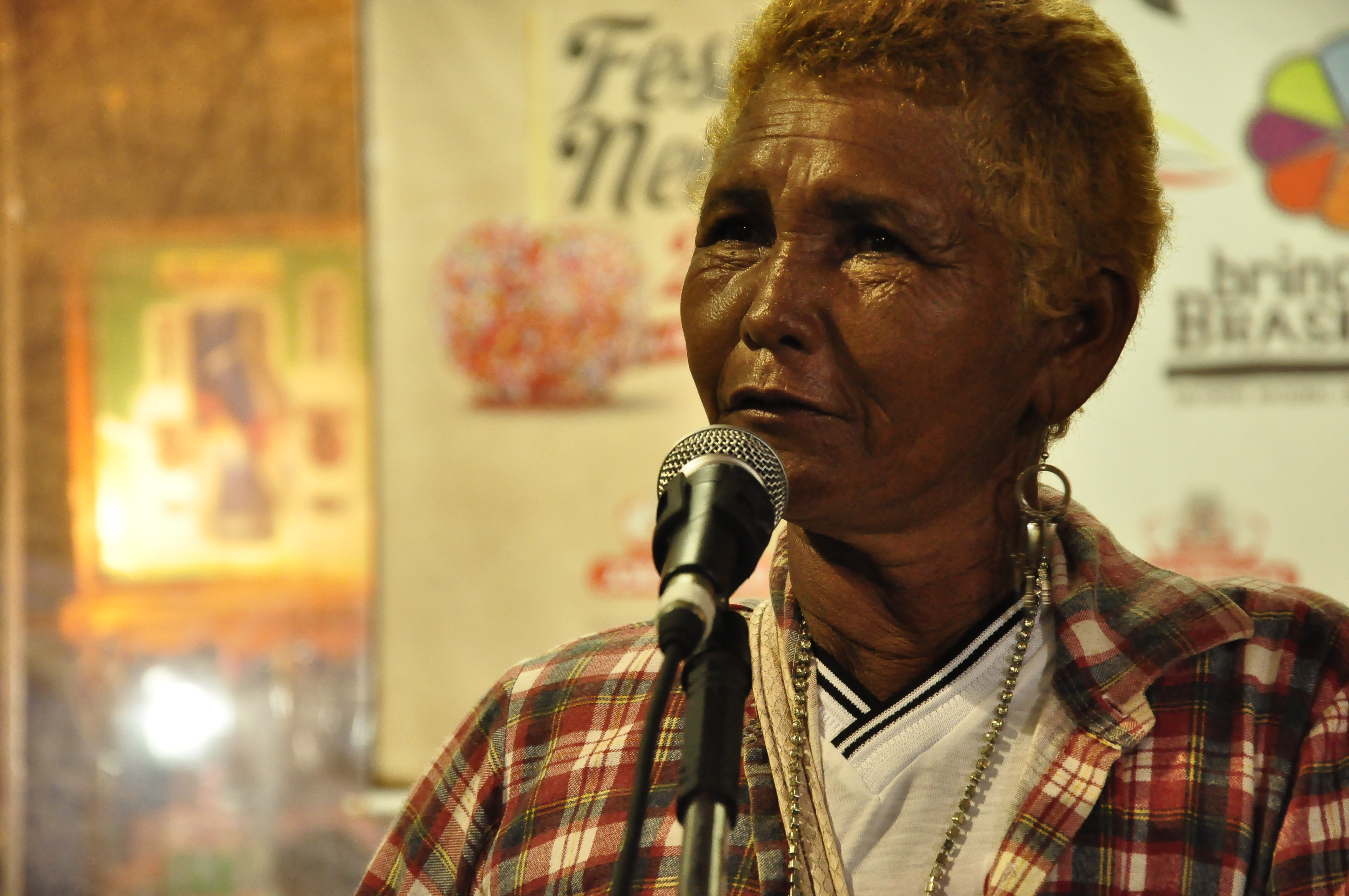
Mestra Penha Cirandeira (PB), uma das mais célebres cirandeiras.

Ciranda é um tipo de brincadeira que envolve dança, música e canto originária das regiões da Paraíba e Pernambuco. Na Paraíba existem grandes mestras e mestres como Penha Cirandeira, Tina, Dona Edite, Cida, Vó Mera, Mestre Cícero, Mestre Mané Baixinho (Em memória), Odete de Pilar, dentre outros. Em Pernambuco algumas grandes referências são Mestre Baracho, Lia de Itamaracá, Mestre Anderson Miguel, etc.
Grandes expoentes do folguedo são: Odete de Pilar, Penha Cirandeira e Lia de Itamaracá.
Sua origem provém de Portugal e popularizou-se em Pernambuco nas décadas de 1960 e 1970, suplantando o coco, que era mais dançado nos terreiros e nos quintais, sendo influenciado por este em sua dança.

## Música
O ritmo, quaternário simples, lento, com o compasso bem marcado por um toque grave da zabumba (ou bumbo) na cabeça do compasso e toques abafados nos outros tempos, acompanhado pelo tarol, o ganzá, o maracá, é coreografado pelo movimento dos cirandeiros. São utilizados normalmente instrumentos de percussão.

## Dança

Lia de Itamaraca no festival de world music Horizonte, em Coblença (Alemanha) (2023)

Na marcação do zabumba, os cirandeiros pisam forte com o pé esquerdo à frente. Num andamento para a direita na roda de ciranda, os dançarinos dão dois passos para trás e dois passos para a frente, sempre marcando o compasso com o pé esquerdo à frente. Os passos podem ser simples ou coreografados.
As coreografias, quando há, são individuais. O dançarino pode aumentar o número de passos e fazer coreografias com as mãos e o corpo, sempre mantendo a marcação com o pé esquerdo à frente. "A Ciranda é uma dança comunitária que não tem preconceito quanto a sexo, cor, idade, condição social ou econômica dos participantes, assim como não há limite para o número de pessoas que dela podem participar. Começa com uma roda pequena que vai aumentando, à medida que as pessoas chegam para dançar, abrindo o círculo e segurando nas mãos dos que já estão dançando. Tanto na hora de entrar como na hora de sair, a pessoa pode fazê-lo sem o menor problema. Quando a roda atinge um tamanho que dificulta a movimentação, forma-se outra menor no interior da roda maior." 

## Letra
A letra da ciranda pode ser improvisada ou já conhecida. De melodia simples e normalmente com estribilho, para facilitar o acompanhamento, é entoada pelo mestre cirandeiro, acompanhada pelos tocadores e pelos dançarinos.